# Sylvestre Lopis
Sylvestre Lopis (31 dicembre 1947) è un ex cestista senegalese.

## Carriera
Con il Senegal ha disputato i Giochi olimpici di Monaco 1972.